# شطيرة توست
شَطِيرَةُ التُوستْ (المعروفة أيضًا بإسم شطَِيرَةُ الخُبزْ) هي شطيرة يكون فيها الحشو بين شريحتين من الخُبز هو في حد ذاته شريحة من الخبز المُحمص، والتي قَد تُدهن بالزُبدة.  تنصح وصفة من عام 1861 على إضافة الملح والفلفل للنكهة.

## وصفة فيكتورية
تم ضم وصفة شطيرة التوست في قسم الطبخ الخارج عن المألوف في كتاب إدارة الأسرة لعام 1861 من تأليف إيزابيلا بيتون ، التي تضيف، " هذه الشطيرة، يمكن تحسينها بإضافة القليل من اللحم المسحوب ، أو شرائح اللحم البارد الرقيقة جدًا، إلى شطيرة التوست وفي أي من هذه الأشكال سيكون مغريًا جدًا لشهية اي شخص مريض." 